# Rentweinsdorf
Rentweinsdorf er en købstad (markt) i Landkreis Haßberge i Regierungsbezirk Unterfranken i den tyske delstat Bayern.
Den er en del af Verwaltungsgemeinschaft Ebern.

## Geografi
Rentweinsdorf ligger i Region Main-Rhön.
I kommunen ligger ud over Rentweinsdorf landsbyerne Losbergsgereuth, Rentweinsdorfer Hauptwald, Salmsdorf, Sendelbach og Treinfeld.

## Seværdigheder
Schloss Rentweinsdorf, bygget mellem 1750 og 1762, udgør sammen med den overfor liggende kirke Heilige Dreifaltigkeit, bygget mellem 1597 og 1600, centrum i Rentweinsdorf.